# Prosopis nigra
Prosopis nigra là một loài thực vật có hoa trong họ Đậu. Loài này được Hieron. miêu tả khoa học đầu tiên.

## Hình ảnh

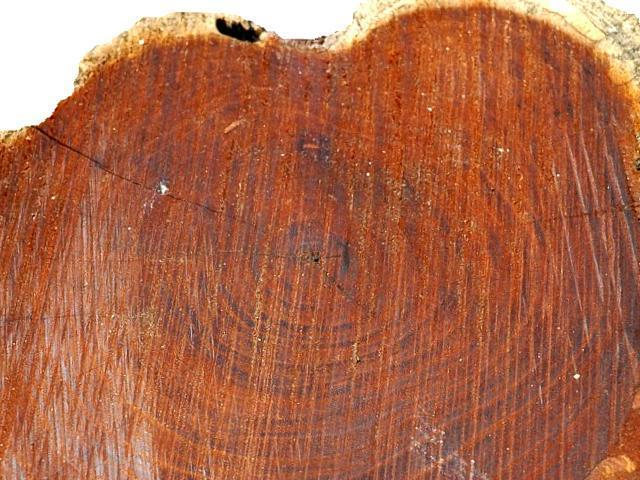
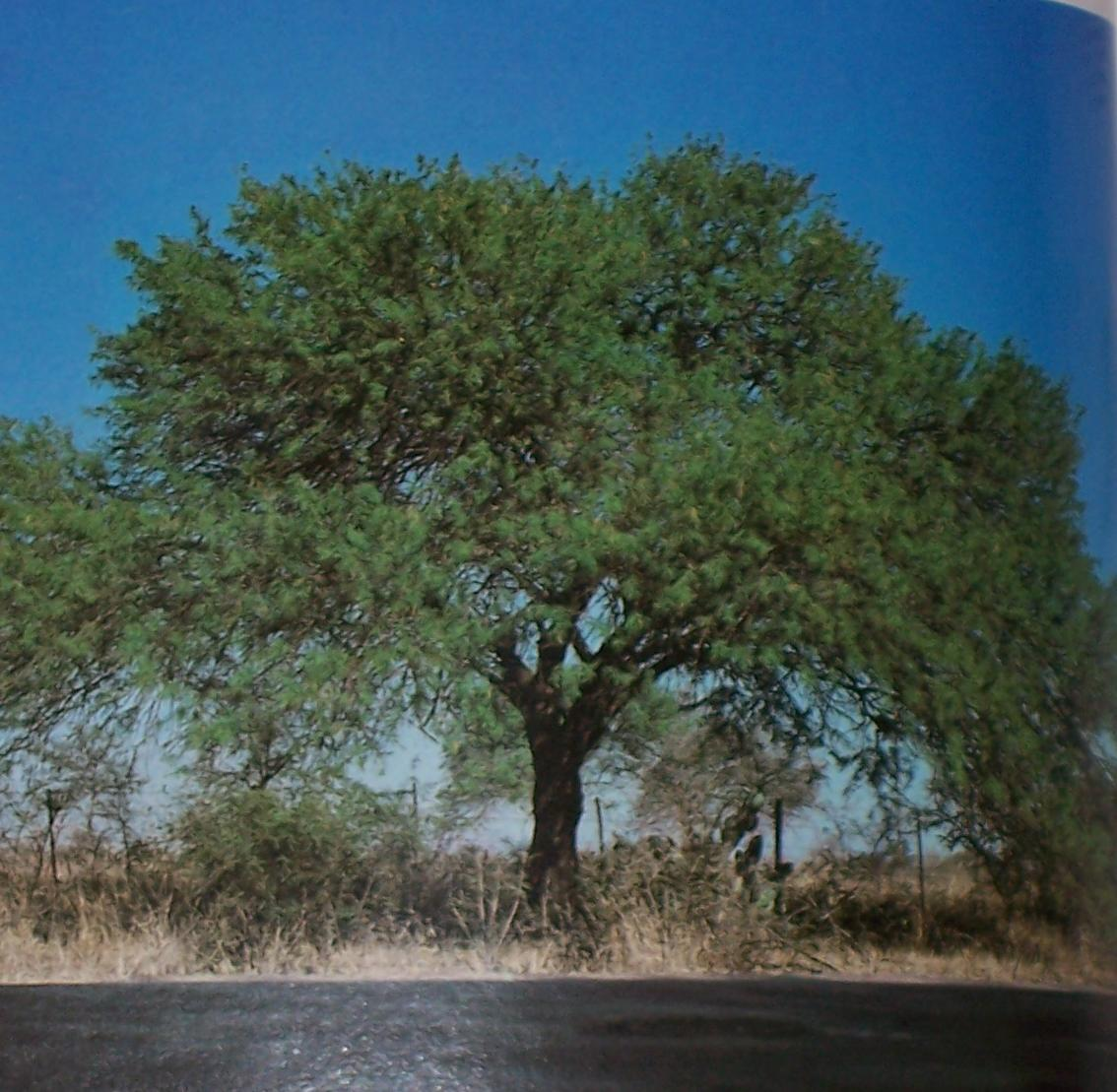
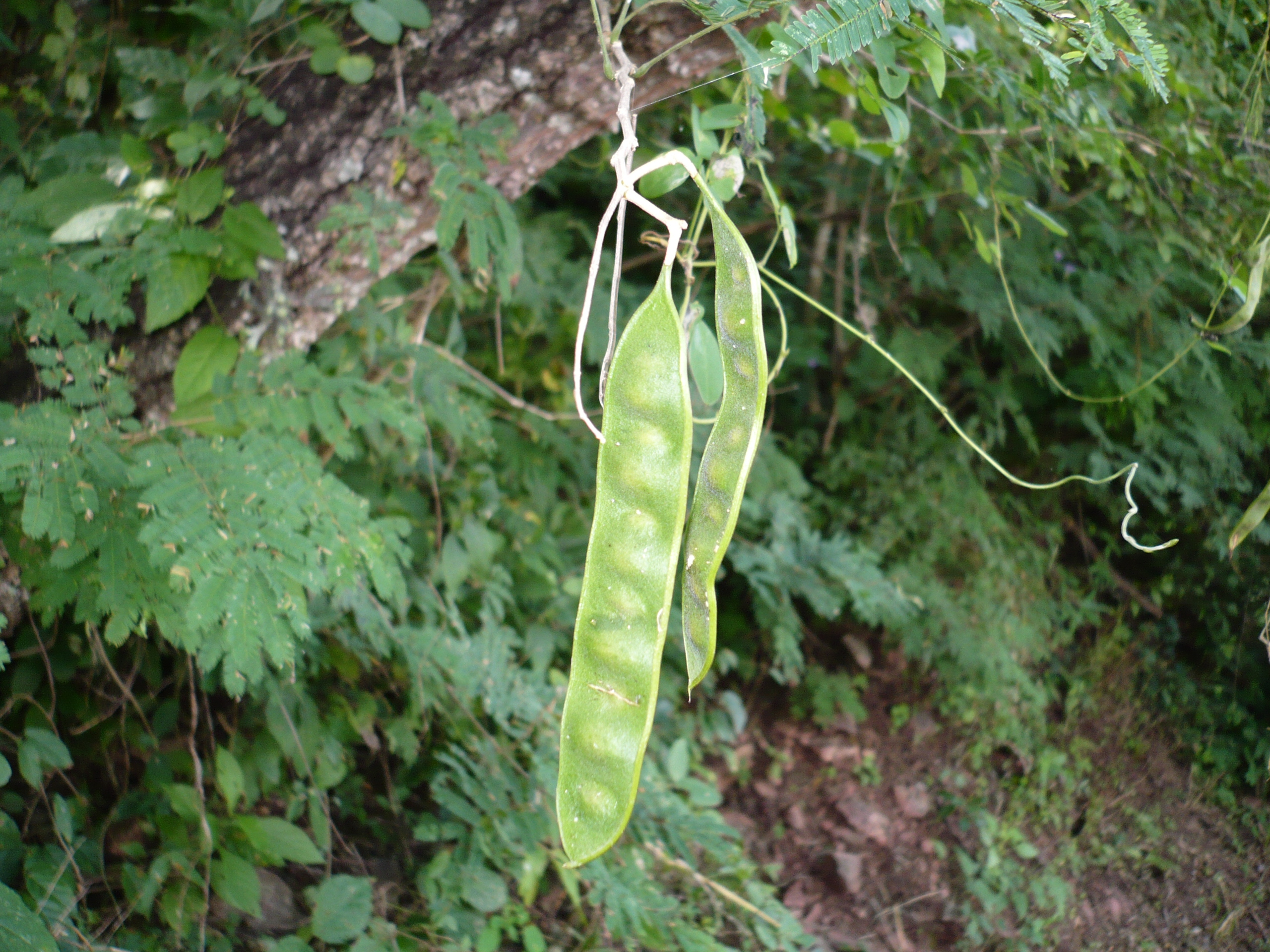
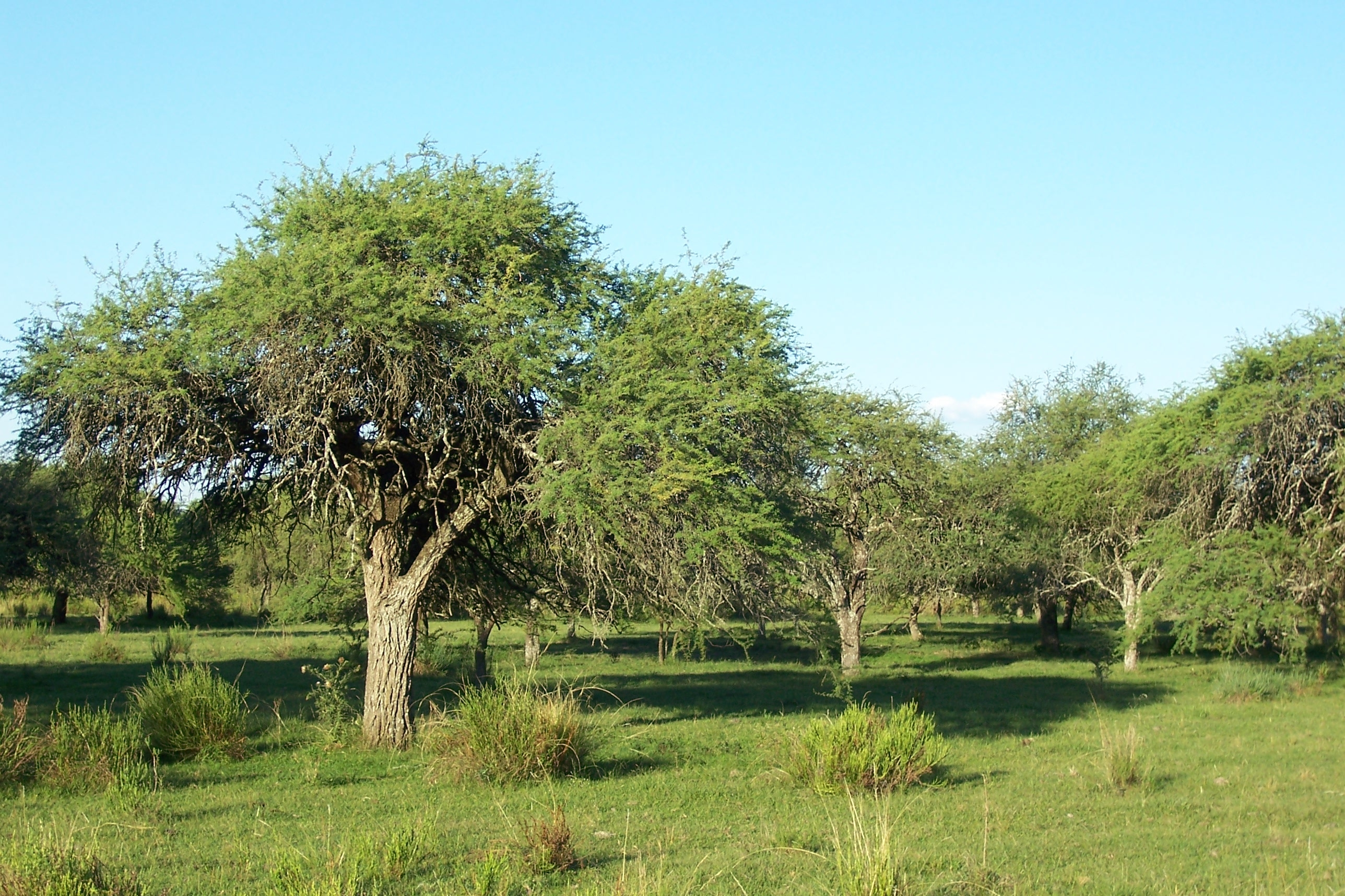